# Tano D'Amico
Tano D'Amico (Lipari, 29 luglio 1942) è un fotografo italiano.

Poliziotto in borghese con pistola durante gli scontri in cui fu uccisa Giorgiana Masi, celebre immagine di Tano D'Amico

Giornalista professionista e fotoreporter, filicudaro di nascita e romano di adozione, collabora con il manifesto e la Repubblica. Ha realizzato reportage su carceri, manicomi, rom, e ha documentato le manifestazioni di piazza a partire dagli anni sessanta.
Tra gli animatori di Lotta Continua le sue immagini, non firmate così come quelle di Roberto Zamarin o degli autori degli articoli, la cui responsabilità ricadeva sui direttori responsabili succedutisi nel quotidiano, furono tra quelle che caratterizzarono la rivista Ombre rosse.
Il 31 marzo 2017 ha inaugurato una mostra tematica su di lui, presso la Torre del Castello dei Vescovi di Luni a Castelnuovo Magra (SP), dal titolo La lotta delle donne, ad illustrare le battaglie femminili dagli anni '70 ad oggi, per dimostrare come niente sia cambiato in campo di lotte.
Parlando del colore, motiva la sua scelta di fotografie in bianco e nero, spiegando che il colore ha bisogno di trasformazioni e cambiamenti, adeguamenti tecnici necessari per supportarlo.

## Mostre
- Cronache e storie della città futura, Roma, Mercati di Traiano, 12-21 aprile 2002[6]
- È il '77, Roma, Museo di Roma in Trastevere, 5 aprile 2007
- Donne, Bologna, Museo civico archeologico, 25-29 settembre 2008
- Storie di donne, Milano, Palazzo della Permanente, 13-15 marzo 2009
- Il movimento '77, Bologna, Museo civico archeologico, 25-29 settembre 2009
- La lotta delle donne, Castelnuovo Magra, Torre del Castello dei Vescovi di Luni, 31 marzo-28 maggio 2017[7]
- La strada, la lotta, l'amore, Terminal Mario Dondero, Fermo, 14 agosto - 4 ottobre 2020, con Uliano Lucas e Letizia Battaglia

## Pubblicazioni
- Gli operai, le lotte, l'organizzazione. Analisi, materiali e documenti sulla lotta di classe nel 1973, a cura della Commissione nazionale scuole quadri di Lotta continua, Roma, Edizioni Lotta Continua, 1973
- Ricordi, Roma, Farenheit 451, 1992, ISBN 978-88-86095-01-3
- Una storia di donne. Il movimento al femminile dal '70 agli anni no global, Napoli, Intra Moenia, 2003, ISBN 978-88-7421-014-5
- La dolce ala del dissenso. Figure e volti oltre i cliché della violenza, Napoli, Intra Moenia, 2004, ISBN 978-88-7421-043-5
- È il '77, Roma, Manifestolibri, 2007, ISBN 978-88-7285-498-3
- Volevamo solo cambiare il mondo, Napoli, Intramoenia, 2008, ISBN 978-88-95178-28-8
- Di cosa sono fatti i ricordi. Tempo e luce di un fotografo di strada, Roma, Postcart, 2011, ISBN 978-88-86795-66-1
- La lotta delle donne, a cura di Archivi della Resistenza, prefazione di Maurizio Maggiani, Pisa, ETS, 2017, ISBN 978-88-467-4905-5
- Fotografia e destino. Appunti sull'immagine, Mimesis, 2020, ISBN  978-88-5756-425-8
- Misericordia e tradimento. Fotografia, bellezza, verità, Mimesis, 2021, ISBN  978-88-5757-708-1

## Filmografia
- Il fattore umano, regia di Matteo Alemanno e Francesco Rossi, Italia, 2014, 70'. Documentario sulle lotte sociali in Italia raccontate attraverso immagini e testi di Tano D'Amico. Link Youtube: https://www.youtube.com/watch?v=cBdhvgrAWOI